# Guys and Dolls
Guys and Dolls è un musical con musiche e testi di Frank Loesser e libretto di Jo Swerling e Abe Burrows.
Il musical fu prodotto inizialmente a Broadway dal 24 novembre 1950, per la regia di George Kaufman arrivando a 1200 recite. Nel 1951, Guys and Dolls vinse cinque Tony Awards, tra i quali quello di miglior musical e nel 1998 vinse il Grammy Hall of Fame Award. Loesser contribuì per il film realizzato nel 1955, dal titolo italiano Bulli e pupe, con tre nuove canzoni che non erano presenti nella produzione teatrale originale, tra cui A Woman in Love . La canzone venne cantata in duetto da due degli attori protagonisti, Marlon Brando e Jean Simmons. La cover di Frankie Laine  raggiunse il numero 1 della UK Singles Chart nel 1956.

## Trama
Nathan Detroit, scommettitore "incallito", cerca una cantina dove allestire una bisca clandestina, e la trova nel garage dell'Hotel Biltmore, dove però il proprietario chiede una cauzione di 1.000 dollari. Cercando di ottenere la somma, Nathan coinvolge un altro giocatore d'azzardo, Sky Masterson, e gli propone una scommessa apparentemente impossibile; invitare a cena Miss Sarah Brown, rigidissima sergente dell'Esercito della Salvezza. Sarah naturalmente rifiuta le galanterie di Sky, ma quando questi furbescamente le propone di animare le preghiere della sua Missione, portandole una dozzina di peccatori, lei accetta. Miss Adelaide, eterna fidanzata mai impalmata da Nathan, intona il suo lamento e la sua commiserazione verso quell'uomo totalmente coinvolto dal gioco d'azzardo.
Ottenuto l'invito a cena, Sky forza le inibizioni della ragazza facendole bere del Bacardi; lei si lascia andare non appena ubriaca, ma il giovane non vuole approfittarne, dimostrando un certo spessore morale. Nel rientro verso la missione, i due scoprono di essersi innamorati l'uno dell'altra, ma il loro momento romantico si infrange quando scoprono che gli incontri di preghiera della Missione sono completamente svuotati; sono andati tutti alla bisca di Nathan, che nel frattempo dava per scontata la sua vittoria con Sky.
Miss Adelaide trema per un raffreddore psicosomatico, causato dall'assenza di un anello nuziale, e medita di lasciare Nathan. Sky e Sarah fanno i conti con le loro divergenze, ma il ragazzo ormai è convinto di essersi finalmente innamorato seriamente di una donna. Non volendo disattendere la promessa fatta a Sarah, vince una scommessa coi ragazzi alla bisca di Nathan, esigendo in premio che si rechino alla Missione dell'amata Sarah. Anche Sky è costretto, ma così facendo saprà ricucire lo strappo con Sarah fino alle insperate nozze alle quali fanno ovviamente seguito quelle tra Nathan e Adelaide per il lieto fine.

## Numeri musical
Atto I
- "Runyonland" – Orchestra
- "Fugue for Tinhorns" – Nicely, Benny, Rusty
- "Follow the Fold" – Sarah, Mission Band
- "The Oldest Established" – Nathan, Nicely, Benny, Ragazzi
- "I'll Know" – Sarah, Sky
- "A Bushel and a Peck" – Adelaide, Ragazze
- "Adelaide's Lament" – Adelaide
- "Guys and Dolls" – Nicely, Benny
- "Havana" – Orchestra
- "If I Were a Bell" – Sarah
- "My Time of Day/I've Never Been in Love Before" – Sky, Sarah

Atto II
- "Take Back Your Mink" – Adelaide, Ragazze
- "Adelaide's Second Lament" – Adelaide
- "More I Cannot Wish You" – Arvide
- "Crapshooters Ballet" – Orchestra
- "Luck Be a Lady" – Sky, Ragazzi
- "Sue Me" – Adelaide, Nathan
- "Sit Down, You're Rockin' the Boat" – Nicely, Cast
- "Marry the Man Today" – Adelaide, Sarah
- "Guys and Dolls (Reprise)" – Cast

## Produzioni principali
Dopo la produzione originale newyorkese del 1950, il 28 maggio 1953 ebbe luogo la prima produzione inglese al London Coliseum per il Teatro del West End, arrivando in seguito a 555 recite.
Il successo della rappresentazione teatrale ispirò l'omonimo film del 1955 (tradotto in italiano come Bulli e pupe) che fu interpretato da Marlon Brando, Frank Sinatra, Jean Simmons e Vivian Blaine e diretto da Joseph Mankiewicz. 
Al New York City Center ebbe luogo la prima dal 20 aprile 1955 con Walter Matthau e Helen Gallagher tornando dal 28 aprile 1965 con Alan King (attore), Jerry Orbach ed Anita Gillette e dall'8 giugno 1966 con Vivian Blaine e Hugh O'Brian.
La ripresa di Broadway del 1976 arriva a 239 recite.
Il 9 marzo 1982 ebbe la prima al Royal National Theatre di Londra e nelle repliche con Trevor Peacock ed Imelda Staunton tornando dall'aprile 1984 con Lulu (cantante), Norman Rossington, Clarke Peters e Betsy Brantley.
Dal 1992 torna a Broadway arrivando a 1143 recite e nel 1996 a Londra con Henry Goodman, la Staunton, Peters, Joanna Riding e Clive Rowe.
Nel 1995 va in scena a Las Vegas con Jack Jones e Frank Gorshin.
Nel 2002, il musical andò in scena al Teatro Verdi di Trieste.
Dal 2005 torna al West End con la partecipazione nelle repliche di Nigel Harman, Adam Cooper, Kelly Price, Amy Nuttall, Sarah Lancashire, Sally Ann Triplett, Samantha Womack, Patrick Swayze e Don Johnson.
Dal 2009 torna a Broadway arrivando a 113 recite.
Dal dicembre 2015 va in scena al Savoy Theatre di Londra con Sophie Thompson e Jamie Parker e nelle repliche Samantha Spiro, Richard Kind e Rebel Wilson.

## Cast
|                                  | Nathan Detroit   | Miss Adelaide   | Sky Masterson   | Sister Sarah Brown  | Nicely-Nicely Johnson | Arvide Abernathy   | Big Jule         | Harry the Horse | Benny Southstreet      |
| -------------------------------- | ---------------- | --------------- | --------------- | ------------------- | --------------------- | ------------------ | ---------------- | --------------- | ---------------------- |
| Produzione originale di Broadway | Sam Levene       | Vivian Blaine   | Robert Alda     | Isabel Bigley       | Stubby Kaye           | Pat Rooney         | B.S. Pully       | Tom Pedi        | Johnny Silver          |
| Produzione originale di Londra   | Sam Levene       | Vivian Blaine   | Jerry Wayne     | Lizbeth Webb        | Stubby Kaye           | Ernest Butcher     | Lew Herbert      | Tom Pedi        | Johnny Silver          |
| Film del 1955                    | Frank Sinatra    | Vivian Blaine   | Marlon Brando   | Jean Simmons        | Stubby Kaye           | Regis Toomey       | B.S. Pully       | Sheldon Leonard | Johnny Silver          |
| Revival di Broadway del 1976     | Robert Guillaume | Norma Donaldson | James Randolph  | Ernestine Jackson   | Ken Page              | Emett Babe Wallace | Walter White     | John Russell    | Christophe Pierre      |
| Revival di Londra del 1982       | Bob Hoskins      | Julia McKenzie  | Ian Charleson   | Julie Covington     | David Healy           | John Normington    | Jim Carter       | Bill Paterson   | Barrie Rutter          |
| Revival di Broadway del 1992     | Nathan Lane      | Faith Prince    | Peter Gallagher | Josie de Guzman     | Walter Bobbie         | John Carpenter     | Herschel Sparber | Ernie Sabella   | J.K. Simmons           |
| Revival di Londra del 1996       | Henry Goodman    | Imelda Staunton | Clarke Peters   | Joanna Riding       | Clive Rowe            | John Normington    | Stanley Townsend | John Tobias     | Anthony Renshaw        |
| Revival di Londra del 2005       | Douglas Hodge    | Jane Krakowski  | Ewan McGregor   | Jenna Russell       | Martyn Ellis          | Niall Buggy        | Sevan Stephan    | Norman Bowman   | Cory English           |
| Produzione di Melbourne del 2008 | Garry McDonald   | Marina Prior    | Ian Stenlake    | Lisa McCune         | Shane Jacobson        | Russell Newman     | Magda Szubanski  | Adam Murphy     | Wayne Scott Kermond    |
| Revival di Broadway del 2009     | Oliver Platt     | Lauren Graham   | Craig Bierko    | Kate Jennings Grant | Tituss Burgess        | Jim Ortlieb        | Glenn Fleshler   | Jim Walton      | Steve Rosen            |
| Carnagie Hall, 2014              | Nathan Lane      | Megan Mullally  | Patrick Wilson  | Sierra Boggess      | John Treacy Egan      | Len Cariou         | Steve Schirripa  | Lee Wilkof      | Christopher Fitzgerald |